# فرهاد تراش (هرسین)
فرهاد تراش، فرهاد تاش، فراتاش، فَرای تاش صفحه‌ای تراشیده‌شده بر روی صخره‌ای بزرگ در دامنۀ کوه دیوانگاه در شمال هرسین و در گوشه‌ای از پارک شهر هرسین در شهرستان هرسین استان کرمانشاه است.

## ویژگی‌ها
صفحۀ بزرگ فرهاد تراش به سه بخش تقسیم شده و از شرق به غرب امتداد دارد. بخش اول آن ۳۱/۲۲ متر طول و ۱۲/۲۵ متر ارتفاع دارد و زیر آن به صورت سکویی درآمده که نهر برافتاب از کنار آن می‌گذرد. بخش دوم آن ۱۴/۶۵ متر طول و ۱۰/۵ متر ارتفاع دارد. بخش سوم نیز ۵/۲۵ متر طول و ۸ متر ارتفاع دارد. در مقابل بخش‌های دوم و سوم نیز سکویی به عرض ۸/۱۵ متر ایجاد شده‌است.